# M. Stanley Livingston

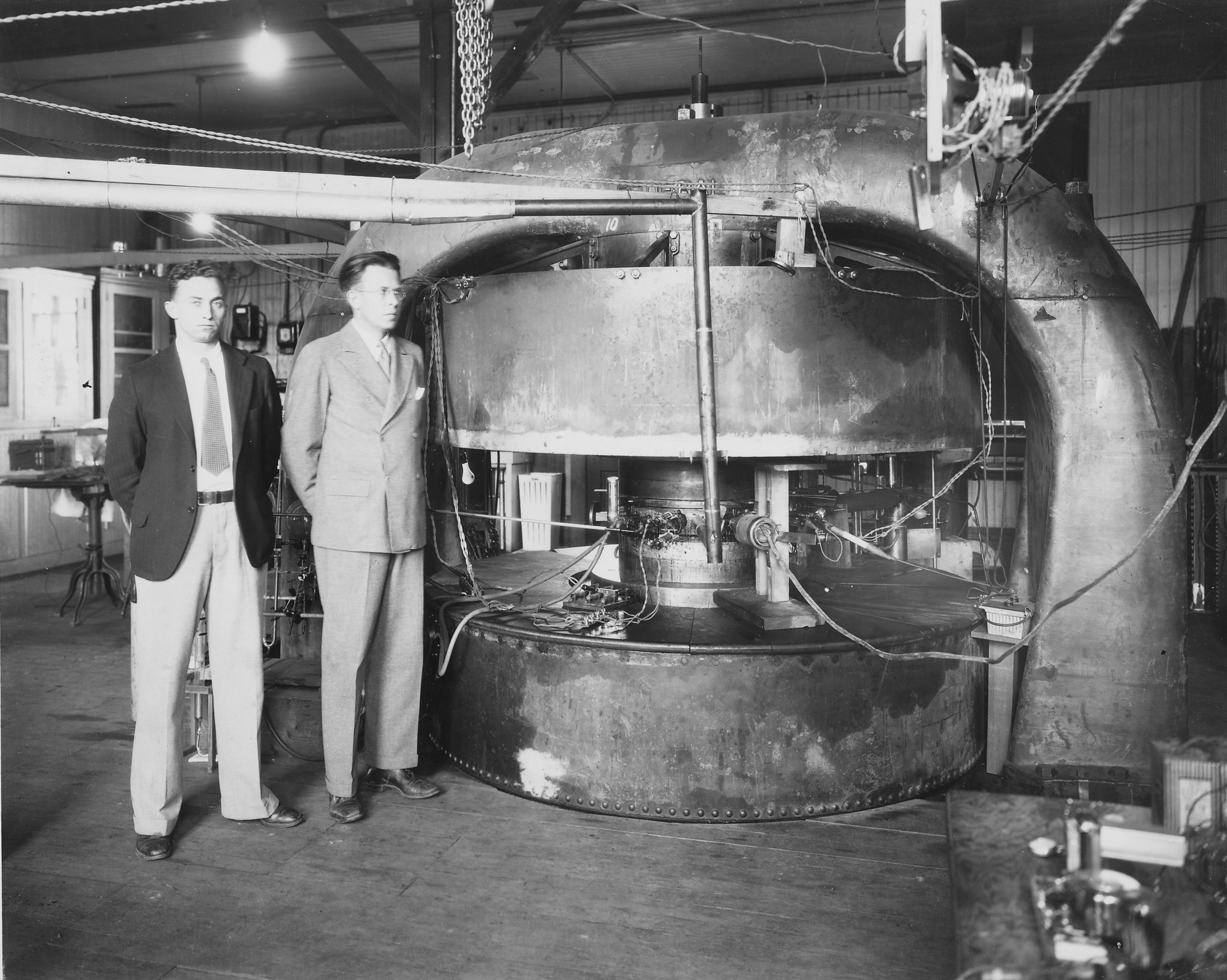
Milton Stanley Livingston (links, 1934)

Milton Stanley Livingston (* 25. Mai 1905 in Broadhead, Wisconsin; † 25. August 1986) war ein US-amerikanischer Physiker. Er war ein Pionier auf dem Gebiet der Beschleunigerphysik.

## Leben
Livingston studierte zunächst Chemie am Pomona College und dann Physik am Dartmouth College, wo er seinen Master-Abschluss machte. Er war danach Doktorand von Ernest Lawrence, für den er ab 1930 an der University of California, Berkeley den Prototyp des von Lawrence erfundenen Zyklotrons baute. Am 9. Januar 1932 testeten sie erfolgreich ein Exemplar mit 10 Inch Durchmesser, das Protonen auf 1,22 MeV beschleunigte. Lawrence erhielt für die Entwicklung 1939 den Nobelpreis.
Nach vier Jahren in Berkeley ging er an die Cornell University, wo er das erste Zyklotron (von 2 MeV) außerhalb Berkeleys baute (mit bescheidenen Mitteln von 800 Dollar). Eingesetzt wurde das Zyklotron für Untersuchungen in der experimentellen Kernphysik, wo es in Cornell zu einer Zusammenarbeit mit Hans Bethe und Robert Bacher kam. Sie veröffentlichten gemeinsam 1936/37 in Reviews of Modern Physics mehrere bedeutende Artikel zur Kernphysik, aus denen viele Physiker das damals neue Fachgebiet erlernten. 1938 bis 1940 baute er ein weiteres großes Zyklotron am Massachusetts Institute of Technology (MIT). Während des Zweiten Weltkriegs blieb er bei seiner Zyklotron-Arbeit. Jetzt wurden mit dem Zyklotron u. a. Radionuklide für medizinische Zwecke hergestellt.
Nach dem Krieg beteiligte er sich an dem „Rennen“ (vor allem mit Lawrence in Berkeley) um den Bau der ersten großen Teilchenbeschleuniger nach dem Synchrotron-Prinzip (von Edwin McMillan in Berkeley eingeführt) und war am Aufbau des Brookhaven National Laboratory beteiligt. Offiziell war er dabei noch am MIT angestellt. Mai 1952 erreichte das in Brookhaven gebaute Cosmotron als erster Beschleuniger die 1-GeV-Grenze, bald auf 3 GeV gesteigert.
1952 entwickelte er mit dem Theoretiker Hartland Snyder und Ernest Courant in Brookhaven das Prinzip der Starken Fokussierung für Synchrotrone, das eine wichtige Voraussetzung für Teilchenbeschleuniger immer höherer Energie war (unabhängig von ihnen war das Konzept schon 1949 von Nicholas Christofilos entdeckt worden). Damit kamen Synchrotrone im 30-GeV-Bereich in den Blickpunkt, die gleichzeitig in Brookhaven, von Livingston in einer Harvard-MIT-Kollaboration und am CERN geplant wurden. Der freie Ideenaustausch insbesondere mit den Europäern war damals der AEC ein Dorn im Auge. Schließlich setzte sich in den USA Courants Entwurf für Brookhaven durch.
Ab 1956 leitete Livingston den Bau des Cambridge Electron Accelerators (CEA), eines Elektronen-Synchrotrons bis 6 GeV, das 1962 in Betrieb ging und einige Zeit führend war, bevor es vom SLAC abgelöst wurde. Es war gleichzeitig ein Elektron-Positron-Speicherring. Ab 1967 war Livingston verantwortlich für den Bau des Fermilab 200 GeV-Proton-Synchrotrons (als Kodirektor von Robert R. Wilson). 1970 ging er in den Ruhestand und ließ sich bei Santa Fe nieder.
1934 wurde er Fellow der American Physical Society. 1954 wurde er in die American Academy of Arts and Sciences gewählt. 1970 wurde er in die National Academy of Sciences aufgenommen. 1986 erhielt er den Enrico Fermi Award. Er war unter anderem Ehrendoktor der Universität Hamburg (1967).